# 贝恩哈茨瓦尔德
贝恩哈茨瓦尔德是德国巴伐利亚州的一个市镇。总面积71.84平方公里，总人口5555人，其中男性2737人，女性2818人（2011年12月31日），人口密度77人/平方公里。